# Eula Biss
Eula Biss (født 1977) er en prisbelønnet amerikansk forfatter og essayist. Hun har skrevet det boglange essay Immunitet - et essay om vaccination, som var en af The New York Times Book Review's Arkiveret 7. juni 2019 hos  Wayback Machine 10 bedste bøger i 2014. Bogen er en undersøgelse af vaccinationsskepsis, vaccinationens historie og af de metaforer, vi benytter os af, når vi taler om sygdom, sundhed og smitte.
Hun underviser ved Northwestern University i Illinois.

## Værker
- Immunitet - et essay om vaccination, Arkiveret 21. oktober 2020 hos  Wayback Machine Forlaget Semmering, 2019, ISBN 978-87-971326-0-9
- Notes from No Man's Land, Graywolf Press, 2009, ISBN 978-1-55597-518-0
- The Balloonists, Hanging Loose Press, 2002, ISBN 978-1-931236-07-2.